# 稲垣慶子
稲垣 慶子（いながき けいこ、1986年9月30日 - ）は、日本の管理栄養士で、元モデル、元レースクイーンである。
千葉県出身。上智大学卒業。モデル時代はフェイスネットワークに所属していた。

## 経歴
高校時代をハワイで過ごすが、現地高校での4年間の寮生活で、食事が身体や精神の健康と密接に関わることを実感し、栄養に興味を抱く。
帰国後、上智大学へ進学しながらモデル活動を始め、2007年のSUPER GT500クラス「Xanavi Racing Queen」としてレースクイーンデビュー。同年8月、東京オートサロンイメージガール「A-class」の2008年度メンバーに選出される。
2008年には南香織、山崎友華らと共にSUPER GTで「GT NET featuring house nationガールズ」として活動。同年7月、オートサロンイメージガール「A-class」の2009年度メンバーに選ばれたことを発表。オートサロン会場の幕張メッセがある千葉県出身者としては初の2年連続起用となった。
その後2009年のSUPER GTでは、「TEAM DAISHIN ZERO SUN ハウスネイションガール」として活動。東京モーターショーでは石井貴子と共にダイハツブースのステージモデルを務めたが、同年12月、所属していたフェイスネットワークが業務停止を発表。自身も2010年4月29日の撮影会をもって芸能界から退いた。
2012年10月12日、新たに立ち上げた自身のブログで、現在は管理栄養士の勉強をしていることを明かした。華学園栄養専門学校で栄養学を学び、管理栄養士の資格を取得。現在は株式会社ポジティブが運営する「Deportare Club」（デポルターレクラブ）所属の管理栄養士として、中医学薬膳の概念も取り入れた栄養指導を提供。病気を持つ人への食事指導からプロアスリート、モデルの身体作りまで幅広く栄養指導を行っている。

## 人物
- 高校時代はハワイ（ハワイ島）に留学。英会話ができる。
- 血液型：A型
- 趣味：パソコン
- 特技：テニス、陸上、ゴルフ
- 好きな色：赤
- 兄が2人いる[1]。

### 資格
管理栄養士、薬膳アドバイザー 

### 交友関係
- 事務所の同僚だったロペス貴子とは一緒に食事する程、仲が良かった[11][12]。
- また同僚でもあった葵ゆりか[注 2][13]や、元K-point所属の瀬長奈津実[14]、A-classでも2年間一緒だった大矢真夕[15]とも仲が良く、それぞれのブログにも何度か登場している。
- 1歳下のシンガー・青山テルマは通っていた大学の後輩だった[16]。

## リリース作品

### DVD
- FREEDOM （SELL FLASH、2008年7月発売）

### CD
A-class
- TOKYO AUTOSALON presents EVOLUTION #04 （avex trax・2007年12月26日発売） 曲名『Don't Make Me Cry』
- TOKYO AUTOSALON presents EVOLUTION #05 （avex trax・2008年12月17日発売）　曲名『OPEN YOUR EYES』

## TV出演
- 宇宙一せまい授業!（あっ!とおどろく放送局）
- オビラジR（TBS）